# Mezőszilvás
Mezőszilvás (románul Silivașu de Câmpie) település Romániában, Beszterce-Naszód megyében.

## Fekvése
Besztercétől délre, Maros megye határához közel fekvő település.

## Története
1321-ben Scilvasnak néven említik először. A település 1321 előtt a Kán nemzetségbeli László vajda birtoka volt, majd a későbbiekben többször is gazdát cserélt. László vajda 1321-ben a Kácsik nemzetségbeli Simon fia Péternek adta, 1329-ben a Hontpázmány nemzetségbeli Pogány istván kapta meg, majd 1336-ban Pogány István adta cserébe a Zsombor nemzetségbeli Sumbur fiainak. 1332-ben már plébániatemplomát is említették. Lakossága ekkor még magyar volt, de a település még a középkorban ismeretlen körülmények között elpusztult. 1448-ban már Pusztaszilvásként említik, de pár évtized múlva románokkal települt újra, mert 1473-ban már Oláhszilvás néven említik.
A trianoni békeszerződésig Kolozs vármegye Mezőörményesi járásához tartozott.

## Lakossága
1910-ben 1510 fő lakta a települést, ebből 1359 román, 151 magyar.
2002-ben 1048 lakosából 980 román, 60 cigány, 5 magyar volt.

## Nevezetesség
- 18. századi ortodox fatemplom[3]